# Нганасани
Нганаса́ни (самоназва няа «члени товариства») — самодійський автохтонний народ, що проживає на півострові Таймирі на півночі Євразії (Росія).
Нганасани є найпівнічнішим народом Євразії.

## Етноніми і субетнічний склад
Термін нганасани (від нанаса, нанасан — «людина») є екзонімом, який було запроваджено директивно радянською владою в 1930-ті рр., як хибна узагальнена назва, що відома багатьом північним народам, що вживають його для позначення слова «людина».
Самоназва нганасанів — няа «члени товариства, спілки» походить від слова ня «товариш»).
У теперішній час до складу нганасанів входять дві субетнічні племінні групи — авамці (західні нганасани, з центрами в поселеннях Усть-Авам і Волочанка) та вадеєвці (східні нганасани, з центром у поселенні Новая та один окремий рід (Око або Долган або Яроцькі).

## Територія проживання і чисельність
Нганасани проживають на своїх етнічних землях — на території, підпорядкованій селищу Хатанга (раніше Хатангський район) Таймирського (Долгано-Ненецького) муніципального району (раніше, до 2006 року, автономного округу) і на території, що перебуває у віданні адміністрації міста Дудінка, Красноярського краю Росії.
Нганасани є одним з найнечисельніших з-поміж корінних народів Півночі Росії.
Чисельність нганасанів у Росії:
За даними перепису чисельності населення Росії 2002 року кількість ненців склала 849 осіб, в тому числі 834 особи у Таймирському районі.
Після розпаду СРСР в Україні за даними перепису населення 2001 року виявилось, що в країні ненцями себе ідентифікувало 44  особи, з числа яких лише 3 вказали нганасанську рідною мовою, тоді як більше половини — російську (26 осіб), решта — інші мови.
Т.ч. загальна кількість нганасанів у світі — бл. 900 осіб.

## Виноски
1. ↑  Дані перепису населення Росії 2002 року [Архівовано 2008-02-02 у Wayback Machine.](рос.)
2. ↑  Всеукраїнський перепис населення 2001 року / Національний склад населення, громадянство / Розподіл населення за національністю та рідною мовою[недоступне посилання](укр.)[недоступне посилання з липня 2019]